# Irredentismo svizzero
Il termine irredentismo svizzero si riferisce ad un movimento militare e intellettuale svizzero, principalmente antecedente al 1918, che avanzava rivendicazioni irredentiste nei confronti del Regno d'Italia.

## Storia

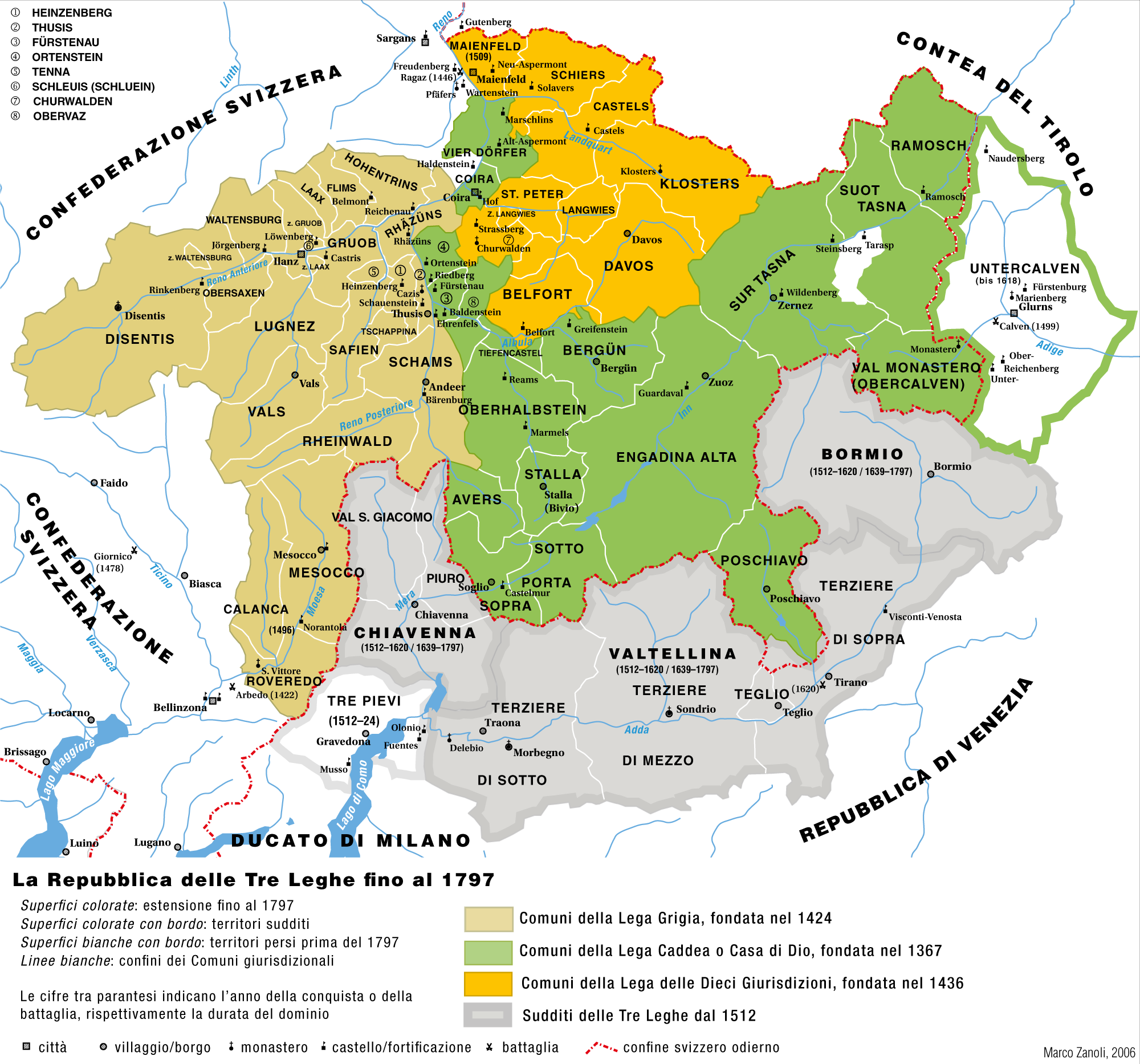
Mappa della Repubblica delle Tre Leghe, a cui la Valtellina, i contadi di Bormio e Chiavenna appartennero dal 1512 al 1797.

Nel XV secolo le campagne transalpine portarono i cantoni della Confederazione ad estendere i propri domini a sud delle Alpi. Fu durante questo periodo che la Valtellina, Chiavenna e Bormio, la val d'Ossola ed il Ticino vennero gradualmente sottomessi dai confederati.
I grigionesi conquistarono nel 1512 la Valtellina, Bormio e Chiavenna. La pace perpetua del 1516 confermò le loro conquiste, assicurò definitivamente i futuri territori ticinesi alla Svizzera, ma restituì l'Ossola ai milanesi. I territori della Valtellina, Bormio e Chiavenna, invece, rimasero svizzeri per secoli, fino all'invasione dei cisalpini napoleonici.
Napoleone inizialmente decise di fare della Valtellina una quarta Lega al pari con le altre tre, ma furono gli stessi Grigioni ad opporsi, seppure a stretta maggioranza. Nel 1797 Napoleone unì quindi Valtellina e contadi alla Repubblica Cisalpina. Dopo la sconfitta di Napoleone, i Grigioni, al comando del commissario Rodolfo Massimiliano Salis-Soglio, tornarono a Chiavenna, ma furono costretti a ritirarsi da un intervento austriaco. Al congresso di Vienna una delegazione locale chiese di entrare nel Regno Lombardo-Veneto o di diventare un cantone svizzero; venne accolta la prima soluzione.
Negli anni a cavallo tra la fine del XIX secolo e l'inizio del XX, i rapporti tra la Confederazione ed il Regno d'Italia erano esacerbati dalle rivendicazioni territoriali avanzate da gruppi irredentisti in entrambi i Paesi. Mentre in Italia era il Ticino ad essere oggetto di mire espansionistiche, in Svizzera alcuni militari e intellettuali desideravano lanciare, con l'appoggio dell'Impero austro-ungarico, una guerra preventiva contro l'Italia con il fine di riconquistare le "echte Südgrenze", le vere frontiere meridionali che comprendevano i territori che erano stati in passato posseduti da cantoni confederati, come l'Ossola e la Valtellina. Si trattò comunque di un pensiero minoritario, mai discusso tramite vie diplomatiche ufficiali.
A seguito dell'entrata in guerra dell'Italia nel maggio del 1915, un piano d'invasione del colonnello Arnold Keller (capo dello stato maggiore generale dal 1890 al 1905) viene esaminato dai politici, ma bocciato per il timore che una guerra avrebbe diviso i cantoni ed inevitabilmente lacerato il tessuto dell'unità nazionale.